# محاورة إصلاحية (مسرحية)
مسرحية محاورة اصلاحية تعتبر من أوائل المسرحيات في الكويت من تأليف عبدالعزيز الرشيد وقد طبعها في بغداد في عام 1924، وقد كان ينتقد فيها الشيخ أحمد الفارسي وتم تمثيلها في 3 مارس في نفس العام في المدرسة الأحمدية، وهي تبين الصراع بين العلماء المجددين والمقلدين.

وأن مسرحية محاورة اصلاحية من الطبيعي لا تتوافر بها شروط العمل المسرحي ومواصفاته، وكنه يمثل محاولة تاريخية جريئة ومبكرة لانتهاج في التمثيل بعدف التوعية.
يقول د. خليفة الوقيان في كتابه الثقافه في الكويت في الصفحة 375 للطبعة السادسة:

## فكرة المسرحية
مدار المسرحية على شيخ جامد من أهل العمائم استشاره أحد إخوانه في دخول إحدى المدارس العصرية فحضره من الدخول فيها، مبيناً له ما يدل على فسادها ثم انبرى له أحد التلاميذ فأبطل حججه وبراهينه، التي أدلى بها بكلام قوي وحجج متينة.

## جانب من نص المسرحية
الشيخ:
أليس من جملة ما يعلًم فيها (يقصد المدارس العصرية) التاريخ والجغرافيا والإنجليزية، وهل ثمة مفسد للأذهان ومضلل للعقول مثل تلك العلوم، ألم يقل علماء الجغرفايا بحركة الأرض وكرويتها، وعدم ارتكازها على شيء، ألم يقولوا بأن المطر بخار يتصاعد من الأرض، ألم ينكروا وجود جبل (ق) المحيط بالدنيا، والحوت الذي عليه الأرض، إلى غير ذلك مما هو مخالف للشريعة الإسلامية، مما يضيع بتعداده ذرعي، فأنا لذلك أحذر أخي من إدخال أخيه فيها.
عبد الرحمن يحذر الأخ:
لا تغتر أيها الأخ بكلامه، فإنه يقول بلسانه ما لا يعتقد بقلبه، ويميل مع الريح حيث مالت، وهو وإن أبطن ما في ضميره لابد وأن ينفضح أمره.
أما المسائل التي قال عنها بأنها مفسدة للأذهان، ومضللة للعقول فليس الأمر كما قال، وستستمع الجواب المقنع عنها من أحد التلاميذ الصغار.
وبعد ذلك يقوم عبد العزيز مصدقاً لكلام عبد الرحمن
عبد العزيز:
بارك الله فيك من أخ، لقد نطقت بالصواب، وأصبت المرمى في ما نسبته لهذا الشيخ، فإني وقفت له على ما يفضح أمره بين الملأ، كنت يوماً في مجلس ضم جملة من أصحابه، وكنت وهذا الأخ هناك (يشير إلى أحد الأخوان الموجودين) ولكنهم لم يشعروا بنا، فلما تكامل جمعهم قام هذا الشيخ فألقى خطاباً طويلاً وقال فيه:
(أيها الإخوان إنا قد اجتمعنا هذا اليوم لأمر عظيم، ينبغي لنا أن نهتم له قبل أن يتفاقم، ونرقع خرقه قبل أن يتسع، إننا في عصر تقدم علينا فيه من كانوا أصغر منا سناً، فزاحمونا على وظائفنا وتربعوا على الكرسي التي كنا نشغلها، فأسقطوا هيبتنا من النفوس وألحقو بنا الذلة والصغار، كنا في ما مضى إذا قلنا سُمع قولنا بلا مراجعة، وأصغى لأمرنا من دون سؤال.
الناس بأيدينا كالآلة الصماء التي لا حراك بها، أو كالميت بين تغسيله. أما اليوم فقد انعكست الحال وتغير ما كنا نعرف، فأصبحنا مهانين بعد أن كنا مكرمين.

## الممثلين
- عبدالرحمن العمر
- فيصل الزبن
- عبد الرحمن الساير
- عبدالمحسن المسلم
- سالم العبد القادر
- عبدالعزيز صالح
- عبد العزيز الضويحي
- محمد العبدالوهاب